# Callum McGregor
Callum McGregor (Glasgow, Escocia, 14 de junio de 1993) es un futbolista escocés que juega en la demarcación de centrocampista para el Celtic F. C. de la Scottish Premiership.

## Selección nacional
Tras jugar con la selección de fútbol sub-15 de Escocia, la sub-16, sub-17, la sub-19, la sub-20 y la sub-21, debutó con la selección absoluta el 9 de noviembre de 2017. Lo hizo en un partido amistoso contra los Países Bajos que finalizó con un resultado de 0-1 a favor del combinado neerlandés tras el gol de Memphis Depay. Durante siete años disputó 63 encuentros y en agosto de 2024 anunció su retirada como internacional.

### Participaciones en Eurocopas
| Copa          | Sede     | Resultado      | Partidos | Goles |
| ------------- | -------- | -------------- | -------- | ----- |
| Eurocopa 2020 | Europa   | Fase de grupos | 3        | 1     |
| Eurocopa 2024 | Alemania | Fase de grupos | 3        | 0     |

## Clubes
| Club                        | País       | Año       | Partidos | Goles |
| --------------------------- | ---------- | --------- | -------- | ----- |
| Notts County F. C. (cedido) | Inglaterra | 2013-2014 | 41       | 14    |
| Celtic F. C.                | Escocia    | 2014-     | 519      | 74    |

## Palmarés

### Campeonatos nacionales
| Título                     | Club         | País    | Año  |
| -------------------------- | ------------ | ------- | ---- |
| Scottish Premiership       | Celtic F. C. | Escocia | 2015 |
| Copa de la Liga de Escocia | Celtic F. C. | Escocia | 2015 |
| Scottish Premiership       | Celtic F. C. | Escocia | 2016 |
| Scottish Premiership       | Celtic F. C. | Escocia | 2017 |
| Copa de Escocia            | Celtic F. C. | Escocia | 2017 |
| Copa de la Liga de Escocia | Celtic F. C. | Escocia | 2017 |
| Copa de la Liga de Escocia | Celtic F. C. | Escocia | 2018 |
| Scottish Premiership       | Celtic F. C. | Escocia | 2018 |
| Copa de Escocia            | Celtic F. C. | Escocia | 2018 |
| Copa de la Liga de Escocia | Celtic F. C. | Escocia | 2019 |
| Scottish Premiership       | Celtic F. C. | Escocia | 2019 |
| Copa de Escocia            | Celtic F. C. | Escocia | 2019 |
| Copa de la Liga de Escocia | Celtic F. C. | Escocia | 2020 |
| Scottish Premiership       | Celtic F. C. | Escocia | 2020 |
| Copa de Escocia            | Celtic F. C. | Escocia | 2020 |
| Copa de la Liga de Escocia | Celtic F. C. | Escocia | 2022 |
| Scottish Premiership       | Celtic F. C. | Escocia | 2022 |
| Copa de la Liga de Escocia | Celtic F. C. | Escocia | 2023 |
| Scottish Premiership       | Celtic F. C. | Escocia | 2023 |
| Copa de Escocia            | Celtic F. C. | Escocia | 2023 |
| Scottish Premiership       | Celtic F. C. | Escocia | 2024 |
| Copa de Escocia            | Celtic F. C. | Escocia | 2024 |
| Copa de la Liga de Escocia | Celtic F. C. | Escocia | 2025 |
| Scottish Premiership       | Celtic F. C. | Escocia | 2025 |